# ELTE TáTK Kulturális Antropológia Tanszék
Az Eötvös Loránd Tudományegyetem Kulturális Antropológia Tanszéke a Társadalomtudományi Kar keretein belül működik, s a Lágymányosi Campus Északi Tömbjében található.

## A tanszék története
A tanszék a Boglár Iskolát képviseli, melynek elnevezése a tanszékalapító Boglár Lajos nevére utal. Boglár Lajos és munkatársai (pl. az ELTE Folklore Tanszékéről) 1990-ben alapították meg a tanszéket, s honosították meg egyúttal az amerikai típusú kulturális antropológiát. Kulturális Antropológiai Programként indult az oktatás, majd 1991-től akkreditált szakként működött. A tanszék elsőként a Bölcsészettudományi Karhoz tartozott, majd később a 2003-ban megalakuló Társadalomtudományi Kar része lett. Korábban a Kulturális Antropológia Szakcsoport elnevezést viselte. Első vezetője Boglár Lajos lett, munkatársai pedig többek között Borsányi László, Kézdi Nagy Géza, Sárkány Mihály és a hallgató Prónai Csaba. A tanszék oktatói voltak hosszabb-rövidebb ideig Borsos Balázs, Csorba Judit, Fejős Zoltán, Füredi Zoltán, Hollós Marida, Hoppál Mihály, Kunt Ernő, Losonczy Anna, Niedermüller Péter, Michael Stewart, Vargyas Gábor, Zempléni András és sokan mások. Korábban osztatlan képzést nyújtott a tanszék, majd a Bologna rendszer bevezetése után mesterképzésen tanulhatnak a diákok. 2017 szeptemberétől angol nyelvű képzéssel bővül a tanszék profilja. Jelenlegi tanszékvezető Prónai Csaba.

## Oktatók
A tanszék oktatói 2017-ben:
A. Gergely András
Kulturális antropológus, a politikatudomány kandidátusa, PhD és CSc fokozatát is az MTA bocsátotta ki. A tanszék rendszeres óraadója 1993-tól kezdve. Politikai antropológia, szimbolikus politikai elemzések az etnikai, térhasználati, interkulturális mezőkben; városantropológia; kisebbségkutatások, regionalizmus, politikai viselkedés. Jelenlegi kutatásainak tudományága politikatudományok, valamint néprajz és kulturális antropológia; etnoregionális kutatások és szociálpolitika. A tanszéken általában a politikai antropológia kurzus felelőse.
Bakó Boglárka
Kulturális antropológus, diplomáját az ELTE-BTK-n szerezte. 2009-ben védte meg disszertációját az ELTE-BTK Európai Etnológia Doktori Programban (summa cum laude), témavezetője Sárkány Mihály volt. 2000-2010 között az MTA Kisebbségkutató Intézet tudományos munkatársa, majd pedig az ELTE-TÁTK Kulturális Antropológia Tanszék adjunktusa. Kutatási területek: roma/cigány kultúrák kutatási témái: társadalmi egyenlőtlenségek, kirekesztés, előítéletek, sztereotípiák, együttélési viszonyok, női szerepek; gender: nemi identitás, nemi szerepek, normák; vallásantropológia: kisegyházak.
Kézdi Nagy Géza
Kulturális antropológus, régész, néprajzkutató. 1990 óta tanít a Kulturális Antropológia Tanszéken. Részt vett a tanszék megalapításában is Boglár Lajos mellett. 1996-1997 között megbízott tanszékvezető volt. Terepmunkáit Mexikóban, Kelet-Afrikában, Indiában, Erdélyben végezte.
Murányi Veronika
Kulturális antropológus, néprajzos. A tanszék óraadó oktatója, s egyben ügyintézője. Kutatási terep: magyar-osztrák-szlovén határ, Gyimes.
Papp Richárd
Kulturális antropológus (ELTE), disszertációját 2006-ban védte meg (Debreceni Egyetem), 2013 óta habilitált egyetemi docens. Kutatási területek: identitás, vallás, kulturális emlékezet, modern mítoszok és rítusok, etnicitás és nacionalizmus, a humor kulturális antropológiai és szociológiai jelentései. Terepmunkáit a magyarországi szerbek, budapesti, kárpátaljai és izraeli zsidó közösségekben, illetve Délvidéken végezte. Boglár Lajos tanítványainak egyike volt.
Prónai Csaba
Kulturális antropológus (ELTE), egyetemi docens, 2006 óta a Kulturális Antropológia Tanszék vezetője. A kulturális antropológia mesterképzés szakigazgatója, nemzetközi ügyek dékánhelyettese a Társadalomtudományi Karon. Kutatási területek: kulturális antropológia és cigánykutatás, a kulturális antropológia története, elmélet és módszer a kulturális antropológiában, film és interpretáció. Boglár Lajos tanítványainak egyike volt.
Tesfay Sába
Kulturális antropológus (ELTE, 2007), egyetemi tanársegéd. További tanulmányai: 1998-2003 ELTE-BTK Afrikanisztika Program, 1999-2006 ELTE-BTK Angol Nyelv és Irodalom Szak, 2007-2010 ELTE-BTK Néprajztudományi Doktori Iskola, Európai Etnológia Doktori Program. Kutatási területek: afrikanisztika, gazdasági antropológia, migrációkutatás.

## Kurzusok
- A kulturális antropológiai kutatás etikai kérdései
- Afrika antropológiája
- Amerika antropológiája
- Antropológiai elméletek és módszerek
- Antropológiai szakkollégium
- Antropológiai szakszövegolvasás
- Antropológiai terepmunka technikák
- Ausztrália és Óceánia antropológiája
- Ázsia antropológiája
- Bevezetés a kulturális antropológiába
- Bevezetés a kulturális antropológia történetébe
- Esztétikai antropológia
- Európa antropológiája
- Gazdasági antropológia
- Kutatási stratégiák elemzése
- Politikai antropológia
- Szakdolgozati szeminárium
- Szociálantropológia
- Terepmunka (gyakorlat)
- Terepmunka-felkészítés
- Vallásantropológia[13]